# Neuturmstraße 1

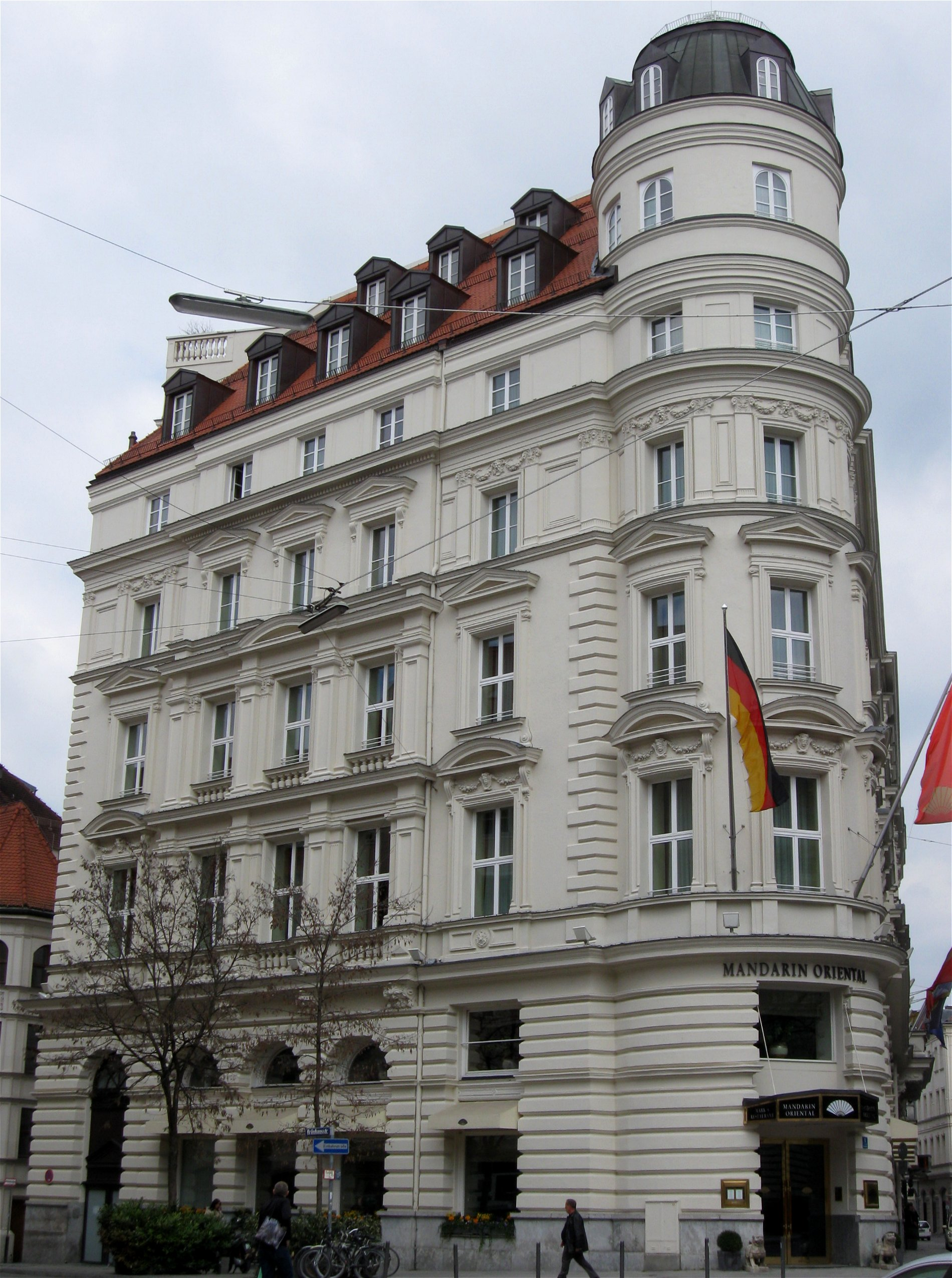
Neuturmstraße 1

Das Gebäude Neuturmstraße 1 in der Münchener Altstadt ist ein repräsentativer Eckbau. Er wurde zwischen 1875 und 1880 vom Architekten und Erstbesitzer Johann Kilian Stützel im Stil der Neorenaissance erbaut.

## Geschichte
Unter König Ludwig II dienten die Centralsäle als Ballhaus. Hier spielte das Kaim-Orchester, der Vorgänger der Münchner Philharmoniker. Bis 1919 befand sich das Anwesen im Besitz der Familie Stützel. Nach dem Ersten Weltkrieg wurden die geräumigen Räume für Büros einer Spinnerei unterteilt, von 1924 bis 1933 firmierte die Süddeutschland Versicherungs-Aktien-Gesellschaft unter dieser Adresse.
1945 wurde das Gebäude renoviert und vom Künstler und Finanzier Manfred Rübesam in ein Antiquitätengeschäft verwandelt. Da weder er noch sein Nachfolger Erich Kaufmann damit erfolgreich war, wurde das Haus im Jahr 1987 zwangsversteigert und von den Rafael Hotels übernommen. Im Mai 1990 erfolgte die Eröffnung des Rafael München. Ab 2000 war das Haus im Besitz der Mandarin Oriental Hotel Group, die hier das Fünf-Sterne-Superior-Hotel Mandarin Oriental München betreibt. 
Im Juli 2025 wurde bekannt, dass die Investmentgesellschaft Eagle Hills aus Abu Dhabi das Hotel für rund 150 Mio. Euro gekauft hat.
Das Haus steht seit den 1980er Jahren unter Denkmalschutz. Im Keller befinden sich Reste der historischen Stadtmauer, die auf die Zeit von 1285 bis 1337 datiert werden. Im Treppenhaus ist die Rekonstruktion des berühmten von August Endell entworfenen Jugendstil-Reliefs aus dem Jahr 1897.